# Édouard-Léon Scott de Martinville
Édouard-Léon Scott de Martinville (25. dubna 1817 Paříž – 26. dubna 1879 Paříž) byl francouzský vynálezce fonautografu (francouzsky phonautographe), prvního přístroje schopného vytvořit grafický záznam zvuku. Scottovy krátké nahrávky různých zvuků z let 1853 až 1860 byly roku 2015 organizací UNESCO prohlášeny za součást světového kulturního dědictví v rámci programu Paměť světa.
Scott de Martinville byl typograf a korektor. Naučil se těsnopis, ale považoval všechny existující metody zápisu řeči za nedostatečné a hledal mechanické prostředky pro její záznam. Jím vynalezený fonautograf zapisoval na papíře křivky představující zvukové vibrace; Scottovi de Martinville se však nepodařilo vyřešit problém, jak z těchto stop extrahovat text řeči, o což usiloval, ani jak poslouchat zaznamenaný zvuk. V roce 2008 se týmu vědců podařilo dešifrovat jednu z jeho nahrávek, vyrobenou dne 9. dubna 1860. Je na ní slyšet hlas zpívající píseň Au clair de la lune (Ve svitu měsíce). Je to nejstarší dochovaná stopa zvuku lidského hlasu, vytvořená sedmnáct let před Edisonovým fonografem.